# Liste der Stolpersteine in der Gespanschaft Međimurje

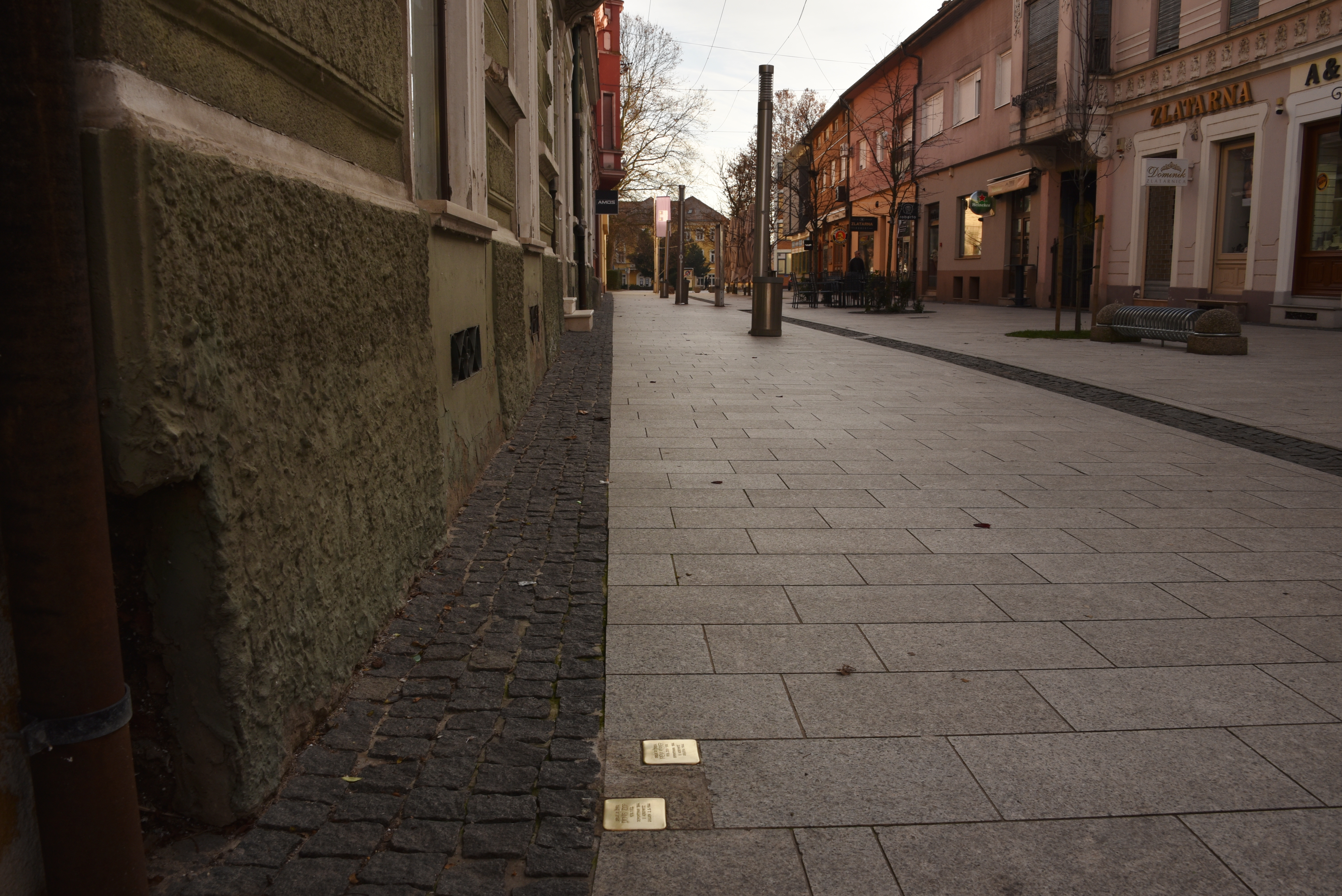
Stolpersteine in Čakovec

Die Liste der Stolpersteine in der Gespanschaft Međimurje enthält die Stolpersteine, die vom Kölner Künstler Gunter Demnig in der kroatischen Gespanschaft Međimurje verlegt wurden. Stolpersteine erinnern an das Schicksal der Menschen, die von den Nationalsozialisten ermordet, deportiert, vertrieben oder in den Suizid getrieben wurden. Stolpersteine liegen im Regelfall vor dem letzten selbstgewählten Wohnsitz des Opfers. Der Name der Stolpersteine lautet auf Kroatisch Kamen spoticanja.
Die ersten Stolperstein-Verlegungen in dieser Region erfolgten am 2. September 2021.

## Juden in der Međimurje
Die Međimurje war auf Deutsch als Murinsel bekannt, es handelt sich um das Gebiet zwischen Drau und Mur im Norden des heutigen Kroatiens. Das Gebiet wurde 1941 vom Königreich Ungarn annektiert. Obwohl es keine genauen Zahlen gibt, wird angenommen, dass in Međimurje während des Zweiten Weltkrieges etwa 1.200 Juden lebten, die überwiegende Mehrheit davon in Čakovec. Nahezu alle wurden im April 1944, kurz vor Kriegsende, in ein Durchgangslager in Nagykanizsa verschleppt. Geschätzt 540 Juden aus der Međimurje wurden im KZ Auschwitz ermordet, 29 im KZ Jasenovac. Nur 98 von ihnen kehrten zurück.

## Verlegte Stolpersteine

### Čakovec
In Čakovec wurden 47 Stolpersteine an zehn Anschriften verlegt.
| Stolperstein | Übersetzung                                                                                             | Verlegort                                                   | Name, Leben                                  |
| ------------ | --- | ----------------------------------------------------------- | -------------------------------------------- |
|              | HIER LEBTE TEREZIJA FISCHER HIRSCHSOHN GEB. GUTTMANN, 1883 DEPORTIERT 1944 AUSCHWITZ ERMORDET 21.5.1944 | Ul. kralja Tomislava 7 Čakovec                              | Terezija Fischer Hirschsohn (1883–1944)      |
|              | HIER LEBTE JULIO FLEISSIG ERMORDET 1941                                                                 | Ul. Josipa Juraj Strossmayera 1 Čakovec                     | Julio Fleissig (?–1941)                      |
|              | HIER LEBTE MAGDA FLEISSIG GEB. NEUMANN, 1914 DEPORTIERT 1944 AUSCHWITZ ERMORDET 26.5.1944               | Ul. Josipa Juraj Strossmayera 1 Čakovec                     | Magda Fleissig geb. Neumann (1914–1944)      |
|              | HIER LEBTE VERA FLEISSIG GEB. 1940 DEPORTIERT 1944 AUSCHWITZ ERMORDET 26.5.1944                         | Ul. Josipa Juraj Strossmayera 1 Čakovec                     | Vera Fleissig (1940–1944)                    |
|              | HIER LEBTE ANDRIJA GRÜNWALD GEB. 1923 DEPORTIERT 1944 AUSCHWITZ ERMORDET 21.5.1944                      | Ul. Josipa Juraj Strossmayera/ Park Rudolfa Kropeka Čakovec | Andrija Grünwald (1923–1944)                 |
|              | HIER LEBTE FRIEDERIKA GRÜNWALD GEB. STRAUSS, 1891 DEPORTIERT 1944 AUSCHWITZ ERMORDET 21.5.1944          | Ul. Josipa Juraj Strossmayera/ Park Rudolfa Kropeka Čakovec | Friederika Grünwald geb. Strauss (1891–1944) |
|              | HIER LEBTE DR. ILIJA GRÜNWALD NADRABIN GEB. 1886 DEPORTIERT 1944 AUSCHWITZ ERMORDET 21.5.1944           | Ul. Josipa Juraj Strossmayera/ Park Rudolfa Kropeka Čakovec | Ilija Grünwald (1886–1944)                   |
|              | HIER LEBTE ERNEST HIRSCHSOHN GEB. 1878 DEPORTIERT 1944 AUSCHWITZ ERMORDET 21.5.1944                     | Ul. kralja Tomislava 17 Čakovec                             | Ernest Hirschsohn (1878–1944)                |
|              | HIER LEBTE JOHANNA HIRSCHSOHN GEB. SUGAR, 1888 DEPORTIERT 1944 AUSCHWITZ ERMORDET 21.5.1944             | Ul. kralja Tomislava 17 Čakovec                             | Johanna Hirschsohn geb. Sugar (1888–1944)    |
|              | HIER LEBTE KAROLY HIRSCHSOHN GEB. 1908 DEPORTIERT 1944 ARBEITSLAGER AN DER OSTFRONT FREIGEKOMMEN        | Ul. kralja Tomislava 17 Čakovec                             | Karoly Hirschsohn (1908–)                    |
|              | HIER LEBTE STJEPAN HIRSCHSOHN GEB. 1903 DEPORTIERT 1944 AUSCHWITZ ERMORDET 21.5.1944                    | Ul. kralja Tomislava 7 Čakovec                              | Stjepan Hirschsohn (1903–1944)               |
|              | HIER LEBTE ZOLTAN HIRSCHSOHN GEB. 1909 DEPORTIERT 1944 ARBEITSLAGER AN DER OSTFRONT FREIGEKOMMEN        | Ul. kralja Tomislava 17 Čakovec                             | Zoltan Hirschsohn (1909–)                    |
|              | HIER LEBTE ELEMER HOFFMANN GEB. 1896 DEPORTIERT 1944 AUSCHWITZ ERMORDET 21.5.1944                       | Ul. kralja Tomislava 17 Čakovec                             | Elemer Hoffmann (1896–1944)                  |
|              | HIER LEBTE OLGA HOFFMANN GEB. HIRSCHSOHN, 1905 DEPORTIERT 1944 AUSCHWITZ ERMORDET 21.5.1944             | Ul. kralja Tomislava 17 Čakovec                             | Olga Hoffmann geb. Hirschsohn (1905–1944)    |
|              | HIER LEBTE BÉLA KELEMEN GEB. 1879 DEPORTIERT 1944 AUSCHWITZ ERMORDET 21.5.1944                          | Ul. kralja Tomislava 5                                      | Béla Kelemen (1879–1944)                     |
|              | HIER LEBTE EMMA KELEMEN GEB. KOHN, 1881 DEPORTIERT 1944 AUSCHWITZ ERMORDET 21.5.1944                    | Ul. kralja Tomislava 5                                      | Emma Kelemen geb. Kohn (1881–1944)           |
|              | HIER LEBTE EMANUEL KOHNSTEIN GEB. 1898 DEPORTIERT 1944 AUSCHWITZ ERMORDET 1944                          | Ul. Josipa Bana Jelačića 23                                 | Emanuel Kohnstein (1898–1944)                |
|              | HIER LEBTE PAULA KOHNSTEIN GEB. 1889 DEPORTIERT 1944 AUSCHWITZ ERMORDET 1944                            | Ul. Josipa Bana Jelačića 23                                 | Paula Kohnstein (1889–1944)                  |
|              | HIER LEBTE TEREZIJA KOHNSTEIN GEB. 1934 DEPORTIERT 1944 AUSCHWITZ ERMORDET 15.4.1944                    | Ul. Josipa Bana Jelačića 23                                 | Terezija Kohnstein (1934–1944)               |
|              | HIER LEBTE VILMA KOHNSTEIN GEB. HEIMER, 1911 DEPORTIERT 1944 AUSCHWITZ ERMORDET 1944                    | Ul. Josipa Bana Jelačića 23                                 | Vilma Kohnstein geb. Heimer (1911–1944)      |
|              | HIER LEBTE IRENA KÖRNER GEB. ZOOR, 1908 DEPORTIERT 1944 AUSCHWITZ ERMORDET 1944                         | Ul. Josipa Juraj Strossmayera 3                             | Irena Körner geb. Zoor (1908–1944)           |
|              | HIER LEBTE HELENA NEUMANN GEB. SZEGO, 1892 DEPORTIERT 1944 AUSCHWITZ ERMORDET 26.5.1944                 | Ul. Josipa Juraj Strossmayera 1                             | Helena Neumann geb. Szego (1892–1944)        |
|              | HIER LEBTE VILIM NEUMANN GEB. SZEGO, 1886 DEPORTIERT 1944 AUSCHWITZ ERMORDET 2.5.1944                   | Ul. Josipa Juraj Strossmayera 1                             | Vilim Neumann (1886–1944)                    |
|              | HIER LEBTE JOLANDA SCHEIER GEB. ZALAI, 1892 DEPORTIERT 1944 AUSCHWITZ ERMORDET 21.5.1944                | Ul. kralja Tomislava 2                                      | Jolanda Scheier geb. Zalai (1892–1944)       |
|              | HIER LEBTE DRAGUTIN SCHEIER GEB. 1887 DEPORTIERT 1944 AUSCHWITZ ERMORDET 21.5.1944                      | Ul. kralja Tomislava 2                                      | Dragutin Scheier (1887–1944)                 |
|              | HIER LEBTE LJUDEVIT SCHWARZ GEB. 1877 DEPORTIERT 1944 AUSCHWITZ ERMORDET 21.5.1944                      | Ul. Josipa Juraj Strossmayera/ Park Rudolfa Kropeka         | Ljudevit Schwarz (1877–1944)                 |
|              | HIER LEBTE DIONIS ZOOR GEB. 1882 DEPORTIERT 1944 AUSCHWITZ ERMORDET 2.5.1944                            | Ul. Josipa Juraj Strossmayera 3                             | Dionis Zoor (1882–1944)                      |

### Prelog
In Prelog wurden neun Stolpersteine an zwei Anschriften verlegt.
| Stolperstein | Übersetzung                                                                                             | Verlegort     | Name, Leben                                |
| ------------ | --- | ------------- | ------------------------------------------ |
|              | HIER LEBTE BLANKA FIŠER GEB. HIRSCHSON, 1905 DEPORTIERT 1944 AUSCHWITZ ERMORDET 21.5.1944               | Glavna ul. 37 | Blanka Fišer geb. Hirschson (1905–1944)    |
|              | HIER LEBTE EDITA FIŠER GEB. 1926 DEPORTIERT 1944 DORA ERMORDET 21.5.1944                                | Glavna ul. 37 | Edita Fišer (1926–1944)                    |
|              | HIER LEBTE SUZANA FIŠER GEB. 1929 DEPORTIERT 1944 AUSCHWITZ ERMORDET 21.5.1944                          | Glavna ul. 37 | Suzana Fišer (1929–1944)                   |
|              | HIER LEBTE NIKOLA HIRSCHSON GEB. 1903 DEPORTIERT 1943 MAUTHAUSEN ERMORDET 1945                          | Glavna ul. 37 | Nikola Hirschson (1903–1945)               |
|              | HIER LEBTE DR. EUGEN SINGER GEB. 1888 DEPORTIERT 1944 AUSCHWITZ ERMORDET 21.5.1944                      | Glavna ul. 66 | Dr. Eugen Singer (1888–1944)               |
|              | HIER LEBTE GEZA SINGER GEB. 1923 DEPORTIERT 1943 MAUTHAUSEN ERMORDET 1943                               | Glavna ul. 66 | Geza Singer (1923–1945)                    |
|              | HIER LEBTE JOSEFINA SINGER GEB. FRIEDRICH, 1903 DEPORTIERT 1944 AUSCHWITZ ERMORDET 21.5.1944            | Glavna ul. 66 | Josefina Singer geb. Friedrich (1903–1944) |
|              | HIER LEBTE MARIJA SINGER GEB. ZEISSLER, 1870 DEPORTIERT 1944 AUSCHWITZ GESTORBEN WÄHREND DES TRANSPORTS | Glavna ul. 66 | Marija Singer geb. Zeissler (1870–1944)    |
|              | HIER LEBTE NIKOLA SINGER GEB. 1921 DEPORTIERT 1941 DANICA / JADOVNO ERMORDET 1941                       | Glavna ul. 66 | Nikola Singer (1921–1941)                  |

## Verlegedatum
- 2. September 2021 (ohne Gunter Demnig)